# Oleg Kagan
Oleg Moisséievitx Kagan, rus: Олег Моисеевич Каган, (Iujno-Sakhalinsk, Illa de Sakhalín, 22 de novembre de 1946 - Múnic, (Alemanya), 15 de juliol de 1990) fou un violinista soviètic.
Inicià els seus estudis musicals en el Conservatori Latvian, de Riga (Estònia) el 1953, sota la direcció de Joachim Braun, i el 1959 s'instal·là a Moscou, on rebé les ensenyances de David Óistrakh, el qual va veure en Kagan unes sensibilitats que el convertiren després en el millors i més apreciat dels seus deixebles. Després d'assolir nombrosos guardons en concursos internacionals europeus, la seva carrera com a violinista començà espectacularment, afavorit per les seves actuacions amb el pianista Sviatoslav Richter, amb el que actuà en nombroses ocasions des de 1969. Així mateix actuà amb la seva esposa, Natàlia, una de les grans interpretes del violoncel.
El 1989 ambdós fundaren a Moscou una agència de concerts independent, coneguda com a MMM (Música, Misericòrdia i Pau), amb l'objectiu de protegir els joves valors i permetre'ls mostrar les seves aptituds a l'estranger, aprofitant les enormes qualitats de la tradició musical soviètica. També s'instal·là a Múnic, residència que compartia amb Óistrakh, i als voltants d'aquesta ciutat fundà un festival.
Del seu mestre Óistrakh heretà un excepcional sentit del desenvolupament de la dicció musical, que li permetia obtenir sonoritats generosament sensibles del instrument, amb un repertori molt ample. Un càncer trencà la carrera d'aquest violinista quan calia esperar d'ell la seva definitiva consagració com un dels grans intèrprets del segle xx, esdevenir que els seus registres discogràfics avalen sens cap mena de dubte.